# Controversia sobre la importación de trenes usados en Indonesia
En 2023, surgió una controversia en Indonesia por la importación de vagones de tren usados japoneses para su uso en la red KRL Commuterline. KAI Commuter, con la intención de importar trenes japoneses usados adicionales para reemplazar los trenes antiguos y ampliar la capacidad de la red, no logró obtener la aprobación de varios organismos gubernamentales, como el Ministerio de Industria y el Ministerio Coordinador de Asuntos Marítimos y de Inversiones. Los ministerios dieron preferencia a los trenes de producción nacional, aunque más costosos, de Industri Kereta Api. La importación de trenes usados finalmente se canceló y, en cambio, KAI acordó importar trenes nuevos mientras restauraba los viejos.

## Trasfondo

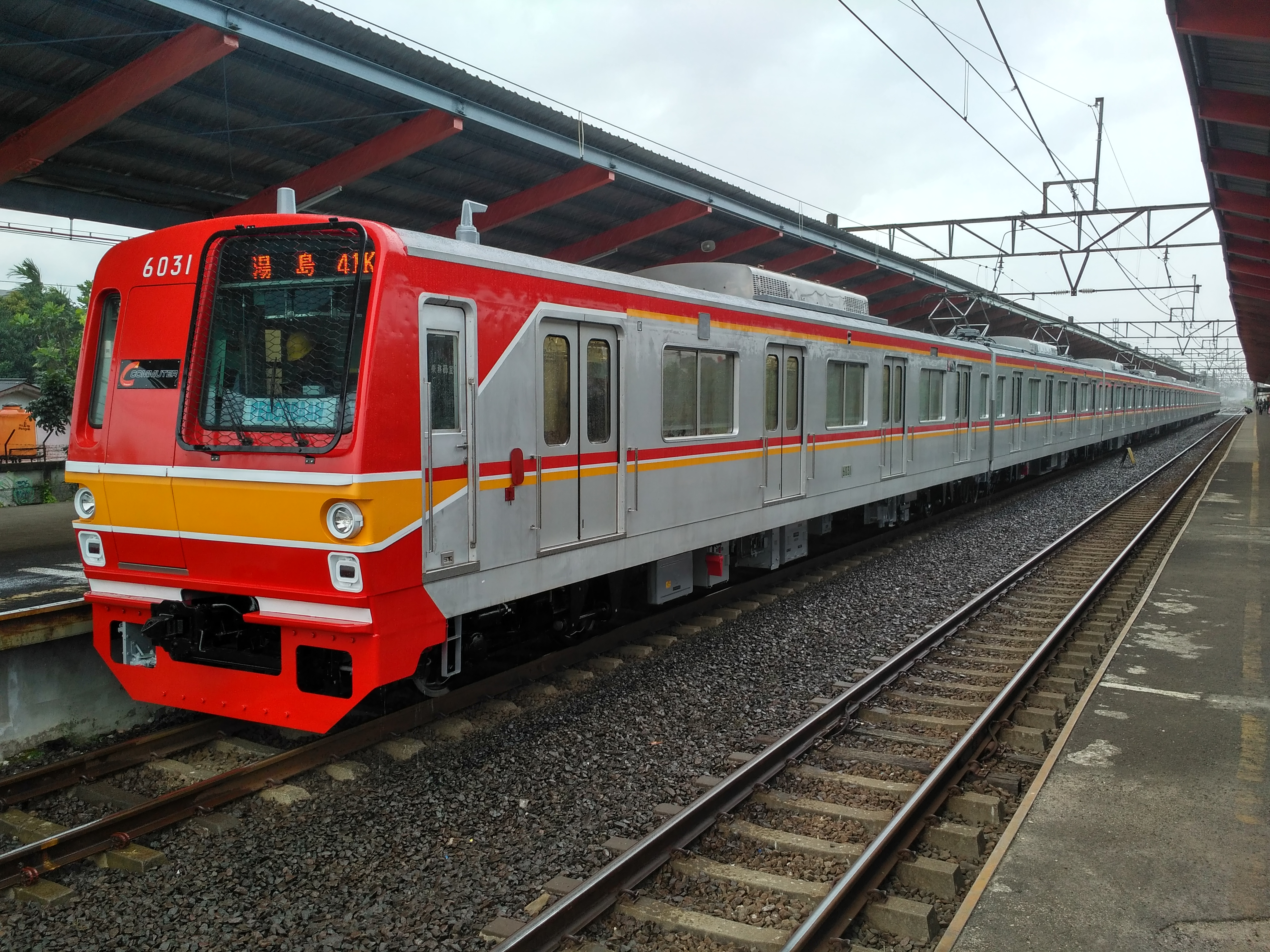
Un vagón de tren usado de la serie 6000 de Tokyo Metro como parte de KRL Commuterline.

Desde 2000, el operador ferroviario estatal indonesio Kereta Api Indonesia (KAI) ha recibido o importado vagones de tren de segunda mano de Japón para su uso en la red ferroviaria de cercanías del Gran Yakarta. A partir de 2010, esto se aceleró y, para 2018, KAI (o su subsidiaria, KAI Commuter) operaba más de 900 vagones de tren japoneses usados. Para las empresas ferroviarias japonesas, a menudo se consideraba más rentable transferir los vagones de tren usados que desguazarlos localmente debido a las normas medioambientales. Además, Japón e Indonesia compartieron el ancho de vía de 1067 mm, lo que hizo que los trenes japoneses se pudieran utilizar de inmediato en Indonesia.
Estos vagones se transfirieron a un precio relativamente bajo: según las estadísticas comerciales, más de mil vagones de tren japoneses se vendieron a Indonesia por un precio inferior a 10 millones de yenes (~100000 USD cada uno) entre 1999 y 2017, mientras que KAI declaró en 2023 que le costaría a la empresa 150 000 millones de rupias (~10 millones de USD) importar diez vagones de tren usados de Japón. En comparación, KAI afirmó que los trenes fabricados localmente por Industri Kereta Api (INKA) costarían 4 billones de rupias (270 millones de dólares estadounidenses) por la compra de 160 vagones. Tanto KAI como sus pasajeros en general dieron la bienvenida a los automóviles japoneses, como la serie 6000 del metro de Tokio, que llegó en buenas condiciones y contaba con aire acondicionado. Además, como INKA carecía de la capacidad de producción para expandir rápidamente los servicios de cercanías, KAI bajo el entonces director ejecutivo Ignasius Jonan optó por importar más automóviles a lo largo de la década de 2010.

## Importación en 2023
En septiembre de 2022, KAI solicitó permiso para importar 348 vagones japoneses usados, ya que planeaba retirar varios trenes más antiguos y expandir su capacidad en 2023. Sin embargo, en enero de 2023, el Ministerio de Industria rechazó la presentación, alegando que INKA era capaz de fabricar los vagones de tren necesarios. INKA, sin embargo, declaró que solo podría cumplir con la producción necesaria para 2025, ya que ya tenía retrasos en la producción de Jabodebek LRT y Trans-Sulawesi Railway.
Tras el rechazo del Ministerio de Industria, una revisión de la Badan Pengawasan Keuangan dan Pembangunan (BPKP, «Superintendencia de Finanzas y Desarrollo») recomendó además que KAI no importara los trenes y propuso que, en su lugar, KAI modernizara los 29 trenes que anteriormente se pretendían retirar. La revisión de BPKP también consideró que la capacidad actual de KRL es suficiente, citando la ocupación general y reconociendo la sobrecarga durante las horas pico. Señaló además que las cargas de pasajeros previstas en 2023 eran inferiores a las cifras reales de pasajeros registradas en 2019, a pesar de que el número de vagones de tren era ligeramente superior. El Ministerio Coordinador de Asuntos Marítimos y de Inversiones también se opuso a la importación, citando la recomendación de BPKP.
El 22 de junio de 2023, el ministro Coordinador de Asuntos Marítimos y de Inversión, Luhut Binsar Panjaitan, anunció que se cancelará la importación de vagones de tren usados, pero en su lugar el gobierno importará tres trenes recién fabricados de Japón. Pandjaitan agregó que esto era para evitar violar una serie de regulaciones ministeriales, incluida una del Ministerio de Comercio que prohibía la importación de bienes de capital que excedieran los 20 años. El ministro de Empresas Estatales, Erick Thohir, señaló que la importación se haría para cubrir necesidades a corto plazo, ya que la recuperación en el número de pasajeros superó las proyecciones de KAI. KAI también firmó un contrato con PT INKA por 16 nuevos trenes, que se entregarán gradualmente entre 2025 y 2026.

## Reacciones
Un miembro del Consejo Representativo del Pueblo, Andre Rosiade (id) del Partido Gerindra, inicialmente expresó su oposición a la importación, pero cambió de postura después de viajar en tren durante la hora pico debido a la demanda del público. Otra legisladora, Evita Nursanty (id) de PDI-P, también se opuso al proyecto de ley y cuestionó la urgencia de la importación.